# Павлюк, Сергей Николаевич (режиссёр)
Павлюк Сергей Николаевич  (22 декабря 1978 года с. Калиновка, Рокитнянский р-н., Киевская обл., УССР) - украинский режиссёр Херсонского областного академического музыкально-драматического театра им. Н. Кулиша.  Ставил спектакли в театрах Украины, России, Белоруссии, Румынии, Польши, Франции, Венгрии и Португалии. Общее количество поставленных спектаклей на 2020 год — 101. Семейное положение: женат, пятеро детей. Заслуженный деятель искусств Украины (2018).

## Образование
1996 – 1998 - служил в армии.
С отличием окончил Киевское училище №16 по специализации «столяр».
Затем поступил в Киевский национальный университет культуры и искусств на факультет театральной режиссуры (курс профессора Н.М.Гусаковой).

Окончил с отличием в 2005 г.

## Постановки
- Вильям Шекспир: «Сон в летнюю ночь», «Макбет», «Ромео и Джульетта».
- Альбер Камю: «Калигула».
- Антон Чехов:  «Чайка», «На большой дороге».
- Недялко Йорданова: «Убийство Гонзаго».
- Николай Гоголь: «Страшная месть», «Вий».
- Бертольд Брехт: «Трехгрошовая опера».
- Никита Воронов: «Страсти по Торчалову».
- Евгений Шварц: «Тень».
- Матея Вишнек: «Приключения медвежат панда».
- Славомир Мрожек: «Лис-аспирант», «Дом на границе».
- Жан Кокто: «Человеческий голос».
- Жан Кокто и Славомир Мрожек: «Монофобия».
- Иван Котляревский: «Энеида».
- Мария Ладо: «Очень простая история».
- Михаил Булгаков,  постановка «Понтий Пилат» по мотивам романа «Мастер и Маргарита .

## Награды и премии
- 2005 год - «Тернопольские театральные вечера — 2005. Дебют» в номинации «За лучший режиссерский дебют»;
- Победитель фестивалей «Коломийские представления — 2008» и «Мельпомена Таврии» — в 2009 году получил Гран-при за спектакль «Страшная месть» по Н.Гоголю
- В 2011 году — Гран-при за спектакль «Наталка Полтавка»
- В 2012 году победил в номинации «Лучшая режиссура» — спектакль «На большой дороге» по А.Чехову
- 2013 –  спектакль «Калигула» победил в номинации «Лучшая режиссура» , фестиваль «Мельпомена Таврии», г. Херсон
- В 2012 году -  спектакль «Калигула» победил в номинации «Высота», международный театральный фестиваль «Белая вежа»,  г. Брест http://dramteatr.com.ua/news/item/926
- 2015 год – победитель а номинации «Лучшая режиссура», фестиваль «Мельпомена Таврии», г. Херсон
- 2018 год - присвоено почетное звание заслуженного деятеля искусств Украины
- 2023 год — Орден «За мужество» III степени — за значительные заслуги в укреплении украинской государственности, мужество и самоотверженность, проявленные в защите суверенитета и территориальной целостности Украины, весомый личный вклад в развитие разных сфер общественной жизни, отстаивание национальных интересов нашего государства, добросовестное выполнение профессиональной обязанности[1]